# Candi (Candisari)
Candi is een bestuurslaag in het regentschap Semarang van de provincie Midden-Java, Indonesië. Candi telt 10.975 inwoners (volkstelling 2010).